# فرد كامينغز
فرد كامينغز (بالإنجليزية: Fred Cummings)‏ هو فيزيائي نظري وفيزيائي أمريكي، ولد في 21 نوفمبر 1931 في نيو أورلينز في الولايات المتحدة.